# Juan Escribano
Juan Escribano fou un compositor espanyol del Renaixement (1480-1557)
Estudià en la universitat de Salamanca, traslladant-se després a Roma, on completà la seva educació i fou chantre de la capella pontifícia. La seva fama com a músic notable s'estengué a principis del segle xvi. En els arxius de la capella Sixtina es conserven els manuscrits de dues composicions d'Escribano de molt mèrit: Paradisum porta, motet a sis veus, i Magnificat VI, toni, cant a 4 veus.